# Boisset-Saint-Priest
Boisset-Saint-Priest è un comune francese di 1 140 abitanti situato nel dipartimento della Loira della regione dell'Alvernia-Rodano-Alpi.

## Società

### Evoluzione demografica
Abitanti censiti